# Hopen, Korsholm
Hopen är en ö i Finland. Den ligger i Norra kvarken och i kommunen Korsholm i den ekonomiska regionen  Vasa i landskapet Österbotten, i den västra delen av landet. Ön ligger omkring 40 kilometer nordväst om Vasa och omkring 410 kilometer nordväst om Helsingfors.
Öns area är 11,3 hektar och dess största längd är 0,8 kilometer i öst-västlig riktning.